# Gamabuo
Gamabuo is een dorp in het district Central in Botswana. De plaats telt 744 inwoners (2011).